# Pereslavl'-Zalesskij
Pereslávl'-Zalésskij (in russo Пересла́вль-Зале́сский?, letteralmente "Pereslavl' oltre i boschi"), è una città della Russia dell'Oblast' di Jaroslavl'. Originariamente indicata come Perejaslavl' (Переяславль), fu denominata Pereslavl' dal XV secolo. Il paese è situato sulle coste meridionali del lago Pleščeevo presso la foce del fiume Trubež, 124 km a sudest del capoluogo Jaroslavl'; appartiene al cosiddetto Anello d'oro ed è capoluogo del Pereslavskij rajon.

## Storia
Pereslavl'-Zalesskij fu fondata nel 1152 dal Principe Jurij Dolgorukij, il quale poco prima della propria morte cercò di farla diventare capitale dello Zales'e. Nel 1220 vi nacque Aleksandr Nevskij e tra il 1276 e il 1294 (ma non ininterrottamente), vi risiedette il figlio di questi Dimitri. In questo periodo, poiché quest'ultimo deteneva il titolo di Principe di Vladimir, Pereslavl' fu di fatto la capitale del Principato di Vladimir-Suzdal, al quale giuravano fedeltà le città più potenti della Rus'. Pereslavl' fu inoltre la capitale del Principato di Pereslavl' (da non confondere con il Principato di Perejaslavl situato nel territorio della moderna Ucraina) tra il 1175 e il 1302, anno in cui fu annessa dal Granducato di Mosca.
Tra il XIII e il XV secolo l'abitato fu devastato diverse volte dalle truppe mongole. Tra il 1611 e il 1612 subì l'occupazione polacca. Negli anni che vanno dal 1688 al 1693, Pietro il Grande costruì per il proprio divertimento la famosa "flottiglia bizzarra" nel lago Pleščeevo, considerata l'antenata di quella che sarà la futura flotta russa.
Nel 1708, Pereslavl'-Zalesskij divenne parte del Governatorato di Mosca e dal 1755 della provincia di Vladimir. Nel 1894, Lenin scrisse nel vicino villaggio di Gorki la sua opera intitolata "Chi sono gli 'amici del popolo' e come combattono la socialdemocrazia?" per mezzo di un poligrafo. Negli anni 1919–1920 e 1941–1943, Dmitrij Kardovskij, famoso artista sovietico, visse e creò a Pereslavl'-Zalesskij.
Il paese è inoltre noto per i suoi monumenti storici, quali:
- la cattedrale Spaso-Preobraženskij in pietra bianca (1152–1157);
- la Chiesa dedicata al Metropolita Pietro (1585);
- il monastero di Troitse-Danilov, costruito nel XVI secolo, distrutto durante l'età dei torbidi e nuovamente ricostruito nella metà del XVII secolo;
- il monastero di Nikitskij, costruito nella metà del XIV secolo;
- il monastero femminile Fëdorovskij, fondato nel 1304, prende il nome da Fëdor, figlio di Ivan il Terribile, alla cui nascita (1557) il sovrano dedicò la costruzione della cattedrale in esso contenuta;
- il monastero Goritskij, costruito nel XII secolo fu fino al XVI il monastero più importante della città, nel 1788 fu chiuso e nel 1919 fu trasformato in museo.

## Economia
Nella città sono presenti industrie chimiche, tessili e di assemblaggio di macchinari industriali. Grande importanza ha anche l'industria alimentare (pane, formaggio) e del tabacco. La città ospita al proprio interno un'università e, nel vicino villaggio di Veskovo, l'Accademia delle Scienze Russa.

## Società

### Evoluzione demografica
Fonte: mojgorod.ru
- 1897: 8 600
- 1926: 13 400
- 1939: 19 900
- 1970: 30 100
- 1989: 42 300
- 2002: 43 379
- 2006: 42 700

## Galleria d'immagini

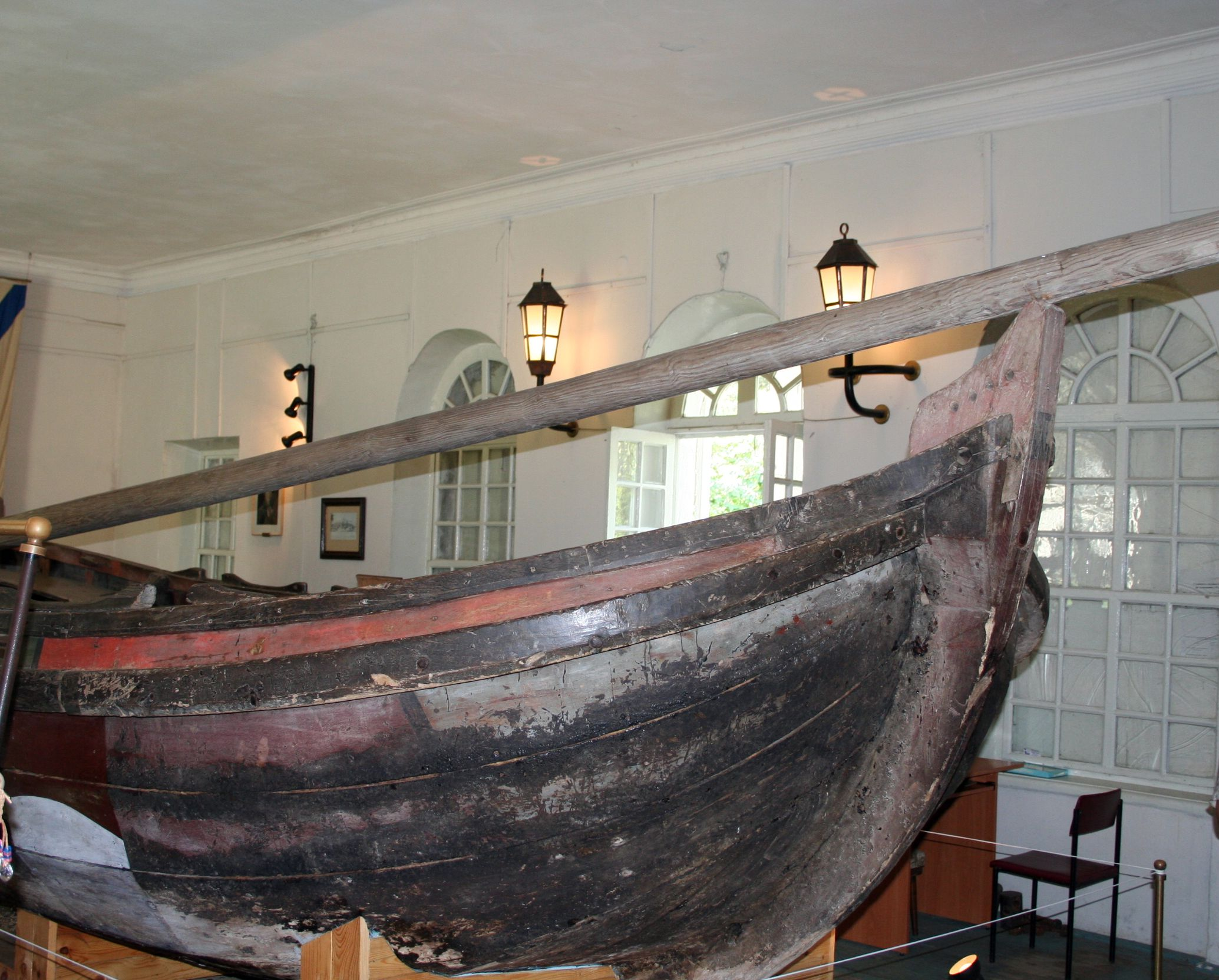
Resti della flottiglia di Pietro il Grande, contenuti nel museo cittadino
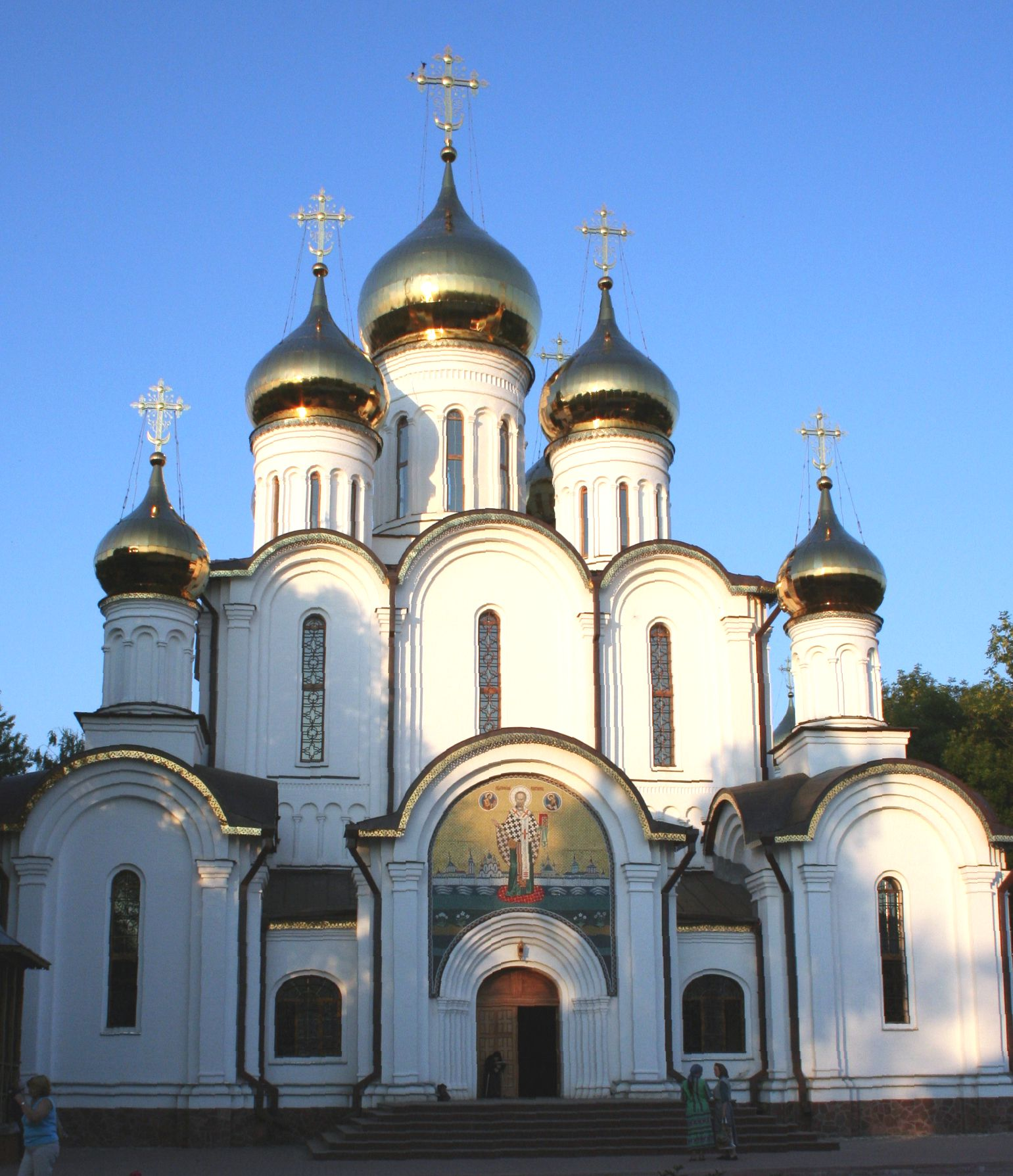
La cattedrale Nikol'skij
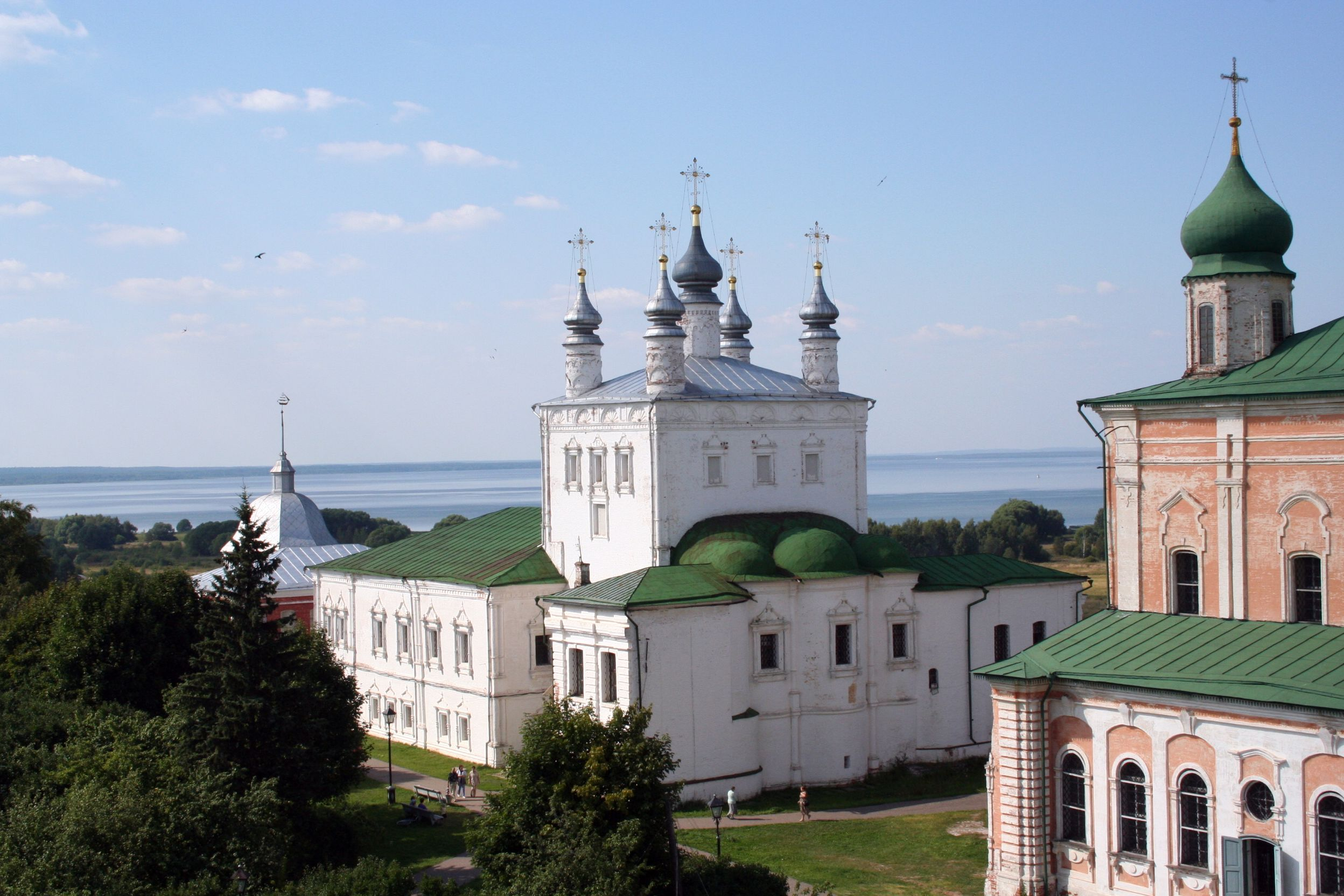
Il monastero Goritskij
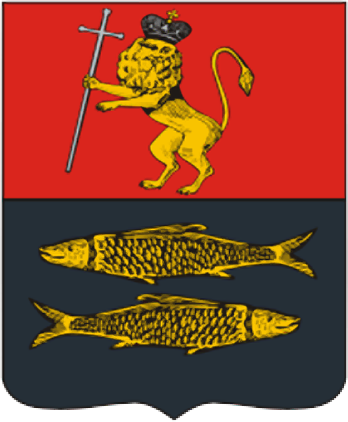
Emblema della città fino al 1972